# Lantana fucata
Lantana fucata, também conhecida como cambará-roxo ou cambará, é uma espécie de planta do gênero Lantana e da família Verbenaceae.
É usada na medicina popular para tratar doenças respiratórias, possuindo compostos com propriedades anti-inflamatórias.
Seu óleo essencial contém cirsiliol e salvigenina.

## Taxonomia
A espécie foi descrita em 1824 por John Lindley.
Os seguintes sinônimos já foram catalogados:  
- Camara lilacina  (Desf.) Kuntze
- Camara lilacina grandifolia  Kuntze
- Camara lilacina media  Kuntze
- Camara salviifolia  Kuntze
- Lantana balansae hatschbachii  Moldenke
- Lantana cordatibracteata  Moldenke
- Lantana czermakii  Briq.
- Lantana fucata antillana  Moldenke
- Lantana fucata longipes  Moldenke
- Lantana lilacina  Desf.
- Lantana lilacina media  Briq.
- Lantana lilacina parvifolia  Briq.

## Forma de vida
É uma espécie terrícola e arbustiva.

## Descrição
Arbustos de 0,7-2 metros  de altura; ramos inermes, eretos, decumbentes, raro escandentes com ramos, faces abaxiais das folhas, pedúnculos e brácteas tomentosos a glabrescentes quando velhos, tricomas simples, brancos.
Suas folhas são decussadas, membranáceas; pecíolos 0,2-1,5 centímetros de comprimento, estrigosos, tomentosos a glabrescentes; lâminas 1,5-6,5 x 0,7-3,5 centímetros, ovais, ápices agudos a acuminados, margens serreadas, bases sub-sub-cordadas a atenuadas, discolores, faces adaxiais verdes escuros, hirtelas, tricomas simples, brancos, faces abaxiais verdes claros, levemente buladas, a não buladas. Inflorescência 1, 1,5-10 centímetros  de comprimento, menor, igual ou maior que a folhas; pedúnculo 1-8,5 centímetros de comprimento; raque 0,5-2 centímetros de comprimento, alongada na infrutescência; brácteas verdes, persistentes na infrutescência, desiguais, imbricadas, externas 6,5-10 x 5-6 milímetros,  de largura-ovais, ápices agudos a acuminados, internas ovais 5,5-6 x 2,5-3 milímetros, ápices agudos a acuminados. Cálice 1-2 milímetros de comprimento, tubular, truncado, acrescente no fruto; corola lilás, fauce branca ou amarela, tubo 6-10 milímetros  de comprimento, puberulento. Fruto imaturo verde, maduro vinho, mesocarpo conspícuo e suculento
| Caule                      | Caule                                      |
| -------------------------- | ------------------------------------------ |
| porte                      | lenhosa                                    |
| ramo                       | ereto/não aculeado                         |
| indumento                  | tomentoso                                  |
| tricoma                    | simples                                    |
| Folha                      |                                            |
| base da lâmina             | sub cordada/atenuada                       |
| lâmina forma               | oval                                       |
| Inflorescência             |                                            |
| bráctea-involucral externa | 2/não iguais/sempre verde/oval/persistente |
| tamanho                    | menor que folha/maior que folha            |
| Flor                       |                                            |
| cálice                     | menor que 2                                |
| Fruto                      |                                            |
| cor                        | vinácea                                    |
| mesocarpo                  | carnosa                                    |

## Distribuição
A espécie é encontrada nos estados brasileiros de Alagoas, Bahia, Ceará, Distrito Federal, Espírito Santo, Goiás, Maranhão, Minas Gerais, Mato Grosso do Sul, Pará, Paraíba , Pernambuco, Piauí, Paraná, Rio de Janeiro, Rio Grande do Norte, Rio Grande do Sul, Santa Catarina, Sergipe e São Paulo.
Em termos ecológicos, é encontrada nos  domínios fitogeográficos de Caatinga, Cerrado, Mata Atlântica e Pampa, em regiões com vegetação de áreas antrópicas, caatinga, campos de altitude, campos rupestres, vegetação de carrasco, cerrado, mata ciliar, floresta estacional semidecidual, floresta ombrófila pluvial, mata de araucária e restinga.